# Reservatório de Vaskjala
O reservatório de Vaskjala está localizado no rio Pirita, na vila de Vaskjala, paróquia de Rae, condado de Harju, na Estónia.
A área do reservatório é de 29,9 hectares, a profundidade média é 1,1 metros e a profundidade máxima é de 4,3 metros.

## História
A construção do reservatório ocorreu entre 1969 e 1970.